# Neurey-lès-la-Demie
 Neurey-lès-la-Demie  es una población y comuna francesa, situada en la región de Franco Condado, departamento de Alto Saona, en el distrito de Vesoul y cantón de Noroy-le-Bourg.

## Demografía
| 449 | 471 | 441 | 414 | 352 | 344 | 345 |
| Para los censos de 1962 a 1999 la población legal corresponde a la población sin duplicidades (Fuente: INSEE [Consultar]) |     |     |     |     |     |     |